# ジェ＝ヴォーン・ワトソン
ジェ＝ヴォーン・ワトソン（Je-Vaughn Watson、1983年10月22日 - ）は、ジャマイカ・セント・キャサリン教区出身のプロサッカー選手。サッカージャマイカ代表。ポジションはDF。

## 経歴

### クラブ
ジャマイカ国内のクラブでプロデビュー。
2011年4月に渡米し、ヒューストン・ダイナモと契約を締結した。
2013年2月、FCダラスに移籍。2016年2月に一旦契約満了となったが、1ヶ月後に再契約しニューイングランド・レボリューションにトレードされた。

### 代表
2008年7月の親善試合でジャマイカ代表デビュー。以来、代表の主力メンバーとしてプレーしている。

#### ゴール
2017年7月26日現在
| No | 開催日         | 会場           | 対戦国         | スコア | 結果 | 試合概要                    |
| -- | -------------- | -------------- | -------------- | ------ | ---- | --------------------------- |
| 1. | 2012年2月24日  | モンテゴ・ベイ | キューバ       | 2–0    | 3–0  | 親善試合                    |
| 2. | 2016年3月25日  | キングストン   | コスタリカ     | 1–0    | 1–1  | 2018 FIFAワールドカップ予選 |
| 3. | 2016年10月11日 | レオノラ       | ガイアナ       | 1–2    | 4–2  | カリビアンカップ2017予選    |
| 3. | 2017年7月26日  | サンタクララ   | アメリカ合衆国 | 1–1    | 1–2  | 2017 CONCACAFゴールドカップ |

## タイトル
ヒューストン
- MLSイースタンカンファレンス (2): 2011, 2012